# Goiabeira
A goiabeira (Psidium guajava L.) é uma pequena árvore frutífera tropical, nativa de toda a América, exceto México e Canadá.
Também é conhecida pelos nomes de araçá-guaçu, araçaíba, araçá-das-almas, araçá-mirim, araçauaçu, araçá-goiaba, goiaba, goiabeira-branca, goiabeira-vermelha, guaiaba, guaiava, guava, guiaba, mepera e pereira.
Apresenta três variedades: 
- Psidium guajava var. cujavillum (Burman) Krug & Urb. 1894
- Psidium guajava var. guajava
- Psidium guajava var. minor Mattos 1976

## Características
Pequena árvore semidecídua de até 6 m de altura.

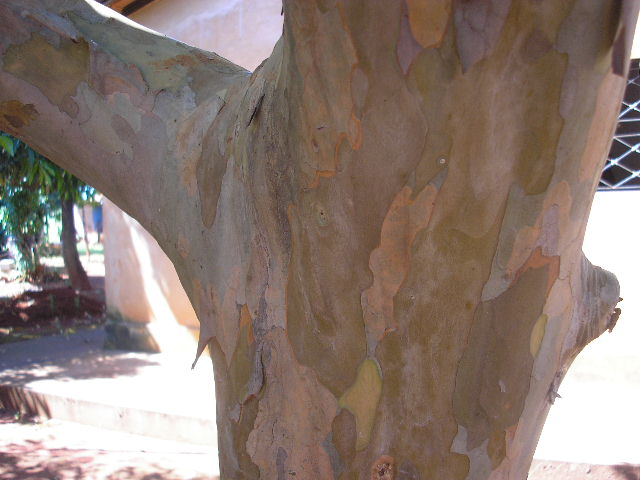
Tronco

Tronco tortuoso, de casca lisa descamante tanífera. Ramos novos quadrangulares e pubescentes. 
Folhas obovadas, cartáceas, descoloris, com até 12 cm de comprimento.

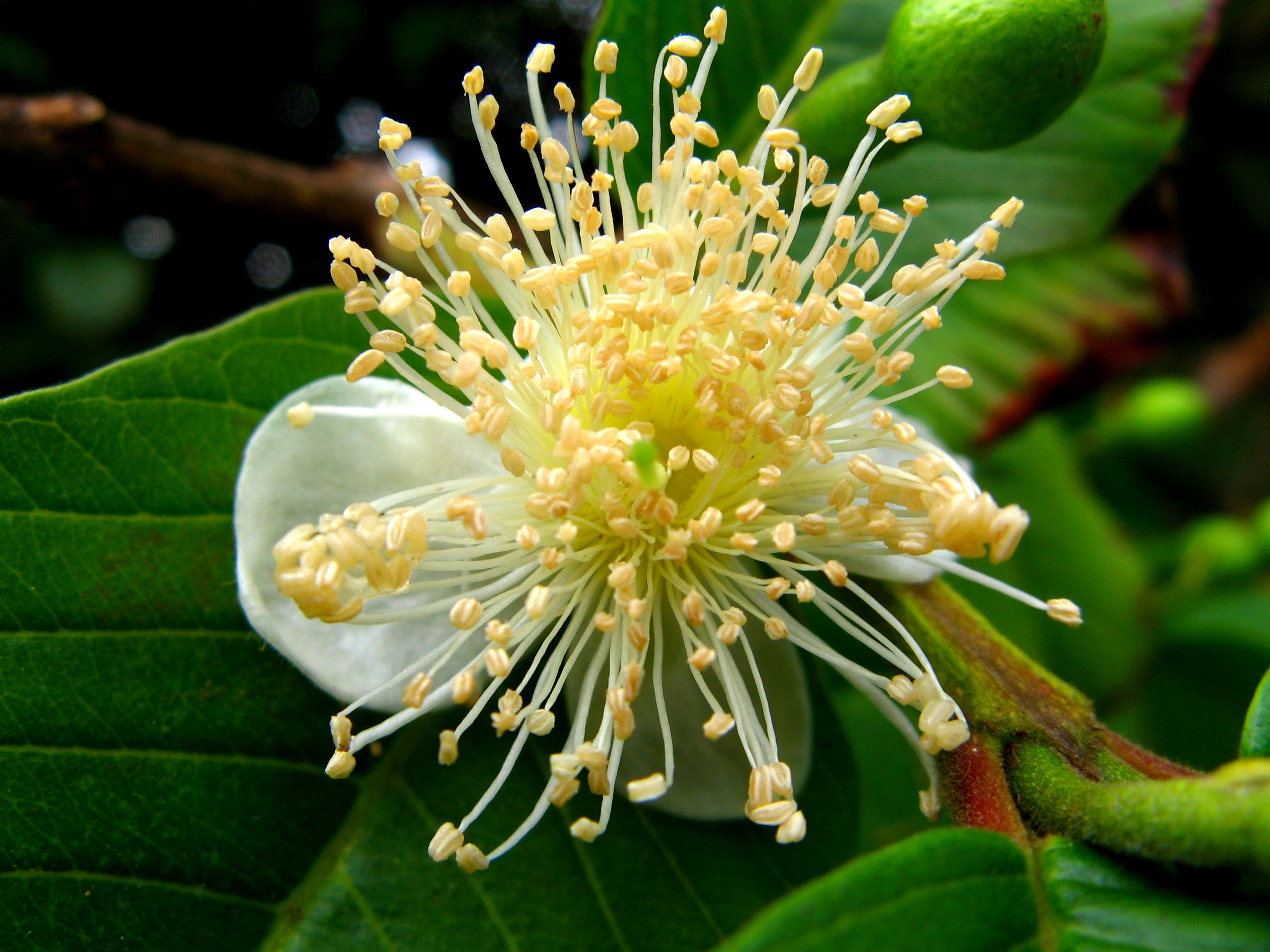
Flor

Flores pequenas, brancas, solitárias, formadas na primavera. 
Os frutos são bagas verdes ou amarelas de casca rugosa, com polpa suculenta doce-acidulada aromática, branca, rósea, avermelhada ou arroxeada, com muitos "caroços" (sementes). Amadurecem no verão.

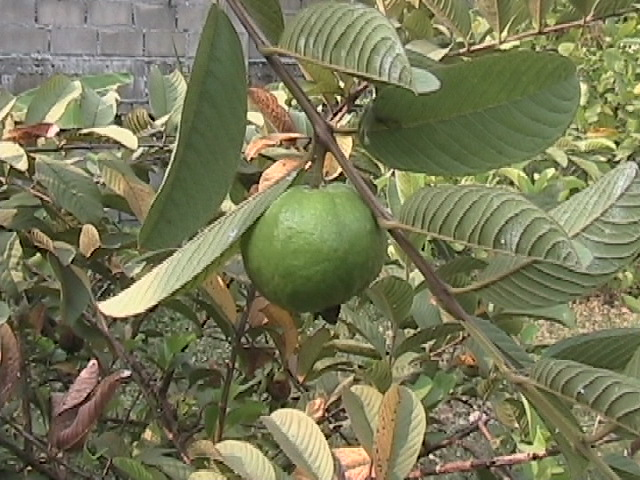
Goiaba

As quatro pétalas da flor persistem na extremidade da goiaba.
Na natureza, a goiaba é quase sempre atacada pelo bicho-da-goiaba, larva de mosca.

## Ocorrência
Muito cultivada para a produção de frutos, em pomares domésticos ou comerciais, ocorre espontaneamente em todo o Brasil. É considerada planta invasora nos Estados Unidos. 

## Cultivares

### Cultivares no Brasil
- goiaba "Amarela: de origem desconhecida, casca grossa, poucas sementes, polpa branca
- goiaba-cascuda: casca muito espessa, polpa vermelha, própria para doces ou goiabada cascão
- goiaba "Courtbel": de origem americana, frutos grandes de polpa vermelha espessa e firme, poucas sementes
- goiaba "H. Açu": rústica e vigorosa, criada por Hiroshi Nagai, de Registro, SP; frutos grandes, polpa vermelha, firme e doce
- goiaba "Kumagai": de mesa, selecionada em Campinas, SP; polpa branca, frutos até 480 g, poucas sementes
- goiaba "Ogawa 2": plantas pequenas, frutos de casca lisa com peso até 400 g, polpa rosada espessa firme, muito doce, poucas sementes
- goiaba "Paluma": criada pela UNESP-campus de Jaboticabal, SP; safra longa, frutos com 200 g, polpa vemelha firme, poucas sementes
- goiaba "Rica": crida pela UNESP-Jaboticabal, SP; frutos até 250 g, polpa vermelha firme, espessa, leve acidez
- goiaba "Pedro Sato": criada no Rio de Janeiro, frutos até 400 g, polpa rosada, firme, saborosa
- goiaba "Supreme Red Ruby": origem americana, participou no melhoramento genético de vários cultivares
- goiaba "Yonemura": polpa rosada, com poucas sementes[3]

### Cultivares no Taiwan
- goiaba "Pérola" (em chinês:  珍珠拔): descoberta em 1990 em Kaohsiung; resistente a doenças, de fácil manejo e alta produtividade; frutos crocantes e de alta qualidade, especialmente no outono e inverno; atualmente, é a principal cultivar em Taiwan[4]

## Usos
As goiabas são consumidas principalmente in natura ou em forma de doces (goiabada), compotas, geleias, sucos e sorvetes. São muito usadas na indústria. Além de suas folhas poderem ser utilizadas para fins medicinais. 
São ricas em vitamina C, com de 180 a 300 miligramas de vitamina por 100 gramas de fruta (mais do que a laranja ou o limão). Têm quantidades razoáveis de vitaminas A e do complexo B, além de sais minerais, como cálcio, fósforo e ferro.

### Uso medicinal
Em etnofarmacologia é usada para diarreias na infância. O chá, em bochechos e gargarejos, é usado para inflamações da boca e da garganta ou em lavagens de úlceras e na leucorréia.
As folhas têm óleo volátil rico em sesquiterpenos, entre eles o bisaboleno, além do dietoximetano e dietoxetano que dão o aroma dos frutos. O principal componente do óleo das sementes é o ácido linoleico.
O extrato aquoso do "olho" (broto) da goiabeira tem intensa atividade contra Salmonela, Serratia e Staphylococcus, grandes responsáveis pela diarreias de origem microbiana. A atividade é mais forte na variedade de polpa vermelha, e mais fraca nas folhas adultas e casca.